# Angelo Dundee

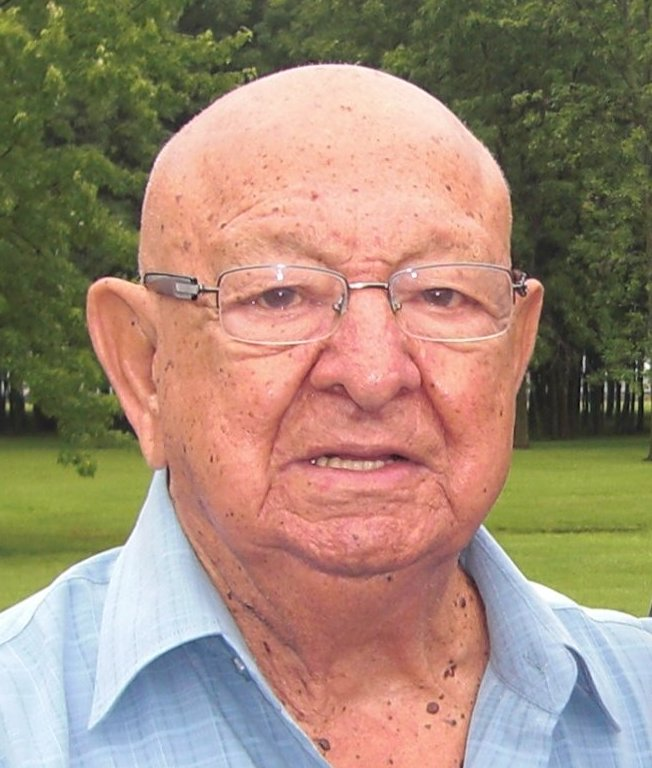
Angelo Dundee 2010.

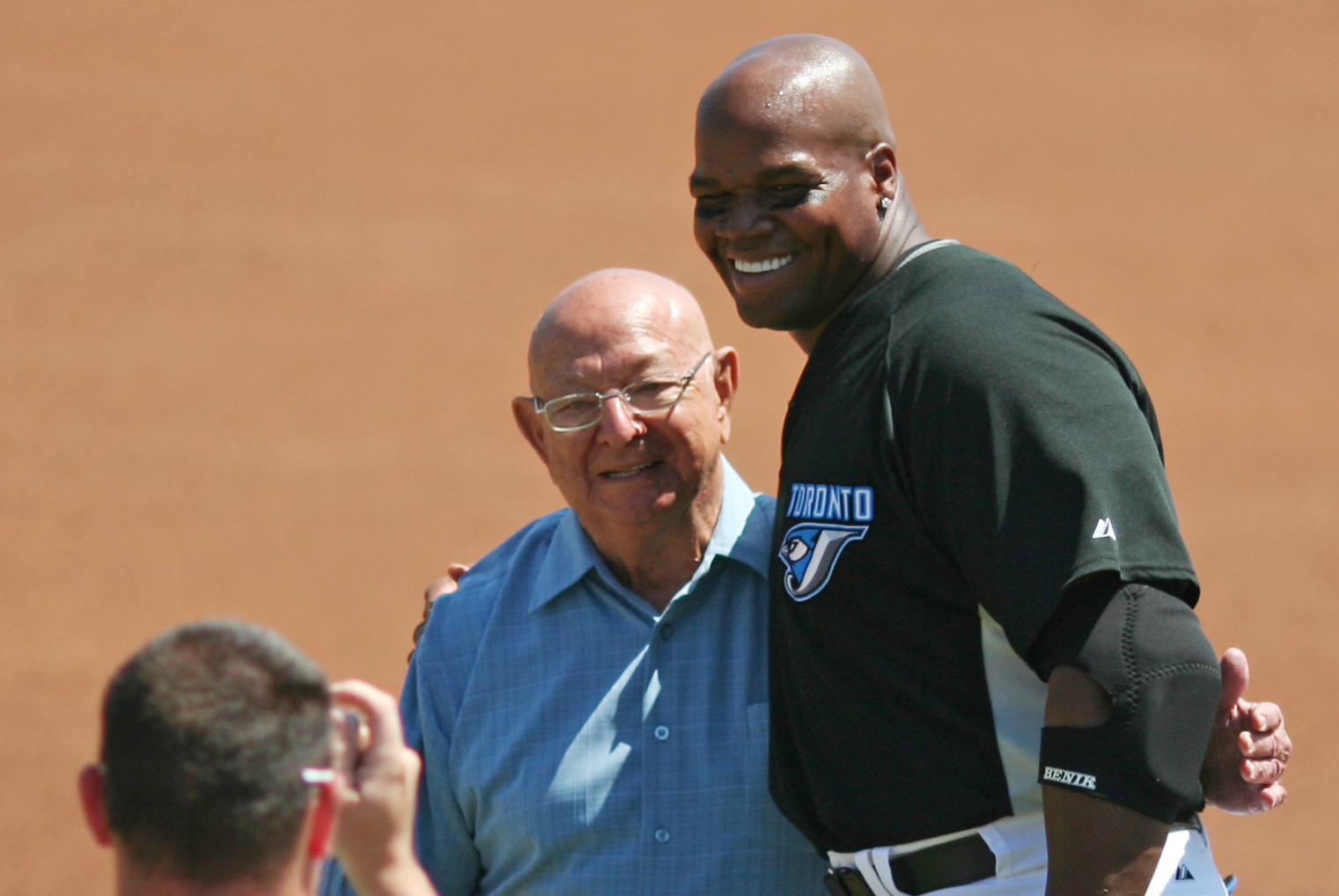
Angelo Dundee (i mitten) tillsammans med basebollspelaren Frank Thomas 2008.

Angelo Dundee, född som Angelo Mirena 30 augusti 1921 i Philadelphia, Pennsylvania, död 1 februari 2012 i Tampa, Florida, var en berömd amerikansk boxningstränare. Dundee, som vid drygt 80 års ålder fortfarande jobbade aktivt, tränade genom åren 15 världsmästare, bland andra Muhammad Ali, Sugar Ray Leonard, Carmen Basilio, Jimmy Ellis och George Scott.
Carmen Basilio var den förste bland Dundees adepter som blev världsmästare. Sin sedermera legendariska status i boxningsvärlden grundlade Dundee under 60- och 70-talen - han var Muhammad Alis tränare genom hela dennes karriär. När Alis karriär började gå mot sitt slut tog Dundee 1977 hand om superlöftet Sugar Ray Leonard som året innan vunnit OS-guld. Med Dundee som tränare rankades Leonard i början av 80-talet som världens bäste boxare oavsett viktklass, efter segrar över bland andra Roberto Durán, Thomas Hearns och Wilfred Benitez. När George Foreman 1991 försökte återta tungviktstiteln anlitade han Dundee. Foreman förlorade men när han i ett nytt försök 1994 lyckades bli mästare fanns Dundee återigen i ringhörnan.
Dundee anlitades även som instruktör vid inspelningar av boxningsfilmer, bland annat Cinderella Man (2005) med Russell Crowe i huvudrollen som tungviktsmästaren James J. Braddock.
Angelo Dundee avled den 1 februari 2012 av en hjärtattack.